# Твауребі
Твауребі (груз. თვაურები) — село в Грузії.
За даними перепису населення 2014 року в селі проживає 81 осіб.